# Tatev Chajian
Tatev Chajian (Ereván, 1 de julio de 1992) es una poeta, artista y traductora nacida en Armenia y radicada en Polonia.
Su primera colección de poesía, unIDentical, se publicó en 2016 en Ereván. El libro fue nominado al Premio Literario Europeo Poeta de la Libertad 2018 y fue publicado en polaco con el título Dowód (Nie)osobisty por Instytut Kultury Miejskiej en Gdańsk en 2018. Su segunda colección de poesía, Migrant Point, fue publicada por Actual Art en Ereván. en 2024. Se han traducido selecciones de su poesía a más de treinta idiomas y se han publicado en antologías y revistas literarias de todo el mundo.
Tatev Chakhian traduce y promueve la poesía polaca, la poesía contemporánea iraní, así como poesía y prosa del ruso y el inglés. También se desempeña como editora de la columna de poesía en el medio iranliter.com.

## Primeros años y educación
Nacida en Ereván en 1992, Chajian se graduó en cultura antropológica en la Universidad Estatal de Ereván. Chajian combina la poesía con el arte visual, prueba de ello es su arte en la técnica de collage exhibido en galerías de Armenia y Bélgica. Es además la editora de la revista de arte iranliter.com, en la que se enfoca en la traducción de literatura persa.

## Premios
Ha ganado los premios literarios Dionizy Maliszewski (2014), Gazeta Obywatelska (2016) y Sahak Partev. Su primera colección de poesía fue nominada al premio European Poet of Freedom en 2008, un galardón dedicado a "honrar y promover los fenómenos de la poesía que tratan de uno de los temas más cruciales para los lectores contemporáneos -la libertad- y que, al mismo tiempo, se caracterizan por sus valores artísticos sobresalientes".